# Södra Blekungen
Södra Blekungen är en ö i Finland. Den ligger i Skärgårdshavet och i kommunen Kimitoön i den ekonomiska regionen  Åboland i landskapet Egentliga Finland, i den sydvästra delen av landet. Ön ligger omkring 67 kilometer söder om Åbo och omkring 160 kilometer väster om Helsingfors.
Öns area är 10,2 hektar och dess största längd är 0,7 kilometer i öst-västlig riktning. Ön höjer sig omkring 10 meter över havsytan.. I öster delar sig ön likt ett Y där den norra grenen heter Galgskär. Galgskär är låglänt och skiljs från resten av Södra Blekungen av en brant, men en stig kringgår branten via en spång över den östra viken. Öns enda bebyggelse finns på Galgskär.
Inlandsklimat råder i trakten. Årsmedeltemperaturen i trakten är 5 °C. Den varmaste månaden är augusti, då medeltemperaturen är 16 °C, och den kallaste är februari, med −4 °C.